# Schuchtkogel
Der Schuchtkogel ist ein 3471 Meter hoher Berg in Tirol.
Er liegt etwa 1,5 km nordöstlich der Wildspitze am Weißkamm in den Ötztaler Alpen und ist auf allen Seiten von Gletschern umgeben. Im Osten erstreckt sich der Mittelbergferner, im Westen der Taschachferner. 
Die Erstbesteigung erfolgte am 8. September 1874 durch Alois Grüner, G. Praxmarer und Carl Zöppritz.
Benannt ist der Schuchtkogel nach Richard Schucht, dem Erbauer der Braunschweiger Hütte, welche auf (2759 m) ca. 5 Kilometer nordöstlich des Berges liegt. Sie ist auch Ausgangspunkt für die Besteigung des Berges, die über den Mittelbergferner und den Nordgrat im Schwierigkeitsgrad II (UIAA) zum Gipfel führt.